# 石動電気
石動電気株式会社（いするぎでんき かぶしきがいしゃ）は、明治末期から昭和初期にかけて存在した日本の電力会社である。北陸電力送配電管内にかつて存在した事業者の一つ。
本社は富山県小矢部市（旧・石動町）。1910年（明治43年）に設立され、翌年に開業。富山県西部を中心に供給し、1920年代には拡大路線を採って規模を広げるも、1929年（昭和4年）に同じく拡大路線を採った高岡市の高岡電灯へと吸収された。

## 沿革

### 1910年代
石動電気は、富山市の富山電灯（後の富山電気）、高岡市の高岡電灯、氷見町の松阪水力電気氷見支社に続く富山県内で4番目の電気事業者として開業した。開業日は1911年（明治44年）9月10日。会社設立はその前年、1910年（明治43年）7月16日であった。
この石動電気は設立当初、地元石動町の人間が代表を務めていたが、愛知県の電気事業者岡崎電灯の経営陣も役員に加わっていた。これは、土地の人間には水力発電の経験がないため、遠方から経験者を招いたためという。開業時は石動町の北、西礪波郡宮島村大字高坂（現・小矢部市高坂）に、小矢部川支流の子撫川を利用する高阪発電所（後の宮島発電所）を置いた。出力は82.5キロワットと小規模で、間もなく供給力不足となった。
1912年（明治45年）1月、同系会社として小矢部川電気が発足、同年12月に同社を石動電気は合併する。そして今度は小矢部川上流にあたる西太美村大字小院瀬見（現・南砺市小院瀬見）に下島発電所（後の小矢部第一発電所）を建設。同発電所は出力400キロワットにて1914年（大正3年）2月より運転を開始した。下島発電所完成後の同年5月時点では、供給区域は石動町のみならず東は福岡・戸出・中田・大門、南は津沢・福光・城端、西は県境を超えた石川県の高松など、周辺地域に供給区域が広がっていた。また能登半島では、1915年（大正4年）6月に羽咋の羽咋電気が、翌1916年（大正5年）10月には志雄の志雄電気がそれぞれ石動電気からの受電によって開業している。
石動電気の電灯取付数は1916年（大正5年）に1万灯を超え、その後も拡大した。こうした需要拡大に伴い1918年（大正7年）より富山電気からの受電を開始し、翌年には小矢部第一発電所の増設工事を実施した。さらに神通川支流久婦須川（くぶすがわ）に水利権を取得し、1920年（大正9年）の雪解けを待って新発電所の着工を予定したが、戦後恐慌発生で延期となった。

### 1920年代
砺波平野に散らばる10の町のうち、石動電気の供給区域でないのは出町・福野・井波の3町であった。これらの地域では、1912年2月開業の出町電灯、1913年6月開業の福野電灯、同じく1913年6月開業の砺波電気（井波）と、それぞれ別個に電気事業が成立していた。この3社のうち砺波電気を1923年（大正12年）8月21日付で石動電気は合併した。同社は開業時から東礪波郡蓑谷村（現・南砺市）に出力104キロワットの小水力発電所を持っていた。
続いて石動電気は1925年（大正14年）5月29日付で北陸共営電気を合併した。同社は1921年（大正10年）2月に設立。開業は1924年（大正13年）1月15日で、石川県内の浅川村・湯涌谷村を供給区域としていた。次の合併は氷見水電で、1928年（昭和3年）7月1日付で実施された。同社は1922年（大正11年）8月氷見郡速川村（現・氷見市）に設立。1923年8月14日に開業し、速川村と隣の久目村に供給していた。
戦後恐慌で延期された久婦須川発電所建設については、飛越電気が請け負う形で工事が始められ、1925年12月1日に竣工した。この飛越電気は石動電気と業界大手の日本電力との共同出資によって1922年7月に設立された会社である。発電所所在地は婦負郡卯花村（現・富山市）、出力は3,600キロワット。ただし運転開始と同時に飛越電気へと譲渡され、石動電気の発電所として運転されることはなかった。この飛越電気以外の関係会社として、石川県の電鉄・電力会社金沢電気軌道がある。石動電気は1927年（昭和2年）ごろから、金沢電気軌道の優先株式1万株（当時の総株数は12万株）を保有していた。
供給面では、1920年代半ばの長期不況期にあっても家庭電化・農村電化や産業向け（漁業用・羽二重乾燥用・養蚕用など）の電力需要開拓に力が入れられ、料金値下げによる電灯利用の勧誘なども行われた。こうした活動の結果、供給実績は拡大し続けたが、当時拡大路線を採っていた高岡電灯へと合併されることとなり、1929年（昭和4年）5月25日の株主総会にて合併を決議したのち、同年10月31日付で高岡電灯と合併した。1929年8月末時点における石動電気の供給実績は電灯7万7008灯。動力用電力供給1883馬力（他の電気事業者への供給を含まず）。合併後、石動町には高岡電灯石動支社が置かれた。また石動電気で社長を務めた吉田作助は高岡電灯常務に転じた。

### 年表
- 1910年（明治43年）
  - 7月16日 - 石動電気株式会社設立。
- 1911年（明治44年）
  - 9月10日 - 開業。
- 1912年（大正元年）
  - 12月1日 - 小矢部川電気を合併。
- 1914年（大正3年）
  - 2月 - 小矢部第一発電所運転開始。
- 1923年（大正12年）
  - 8月21日 - 砺波電気を合併。
- 1925年（大正14年）
  - 5月29日 - 北陸共営電気を合併。
  - 12月1日 - 久婦須川発電所運転開始。ただし即日飛越電気へ譲渡。
- 1928年（昭和3年）
  - 7月1日 - 氷見水電を合併。
- 1929年（昭和4年）
  - 10月31日 - 高岡電灯へ合併され解散。

## 供給区域一覧
1929年（昭和4年）6月末時点における石動電気の電灯・電力供給区域は以下の通り。
| 富山県              | 富山県 |
| ------------------- | --- |
| 西礪波郡 （27町村） | 石動町・松沢村・埴生村・南谷村・子撫村・宮島村・荒川村・正得村・津沢町・水島村（現・小矢部市）、若林村（現・小矢部市・砺波市）、高波村（現・砺波市）、 福岡町・山王村・大滝村・西五位村・五位山村・赤丸村・石堤村・戸出町・是戸村・醍醐村・小勢村（現・高岡市）、 福光町・吉江村・西太美村・太美山村（現・南砺市） |
| 東礪波郡 （21町村） | 中田町・般若野村・北般若村（現・高岡市）、 東般若村・栴檀野村・般若村・南般若村・中野村・種田村・青島村・東山見村・五鹿屋村（現・砺波市）、 野尻村・井波町・南山見村・山野村・高瀬村・城端町・蓑谷村・南山田村・大鋸屋村（現・南砺市）                                                                             |
| 射水郡 （4町村）    | 大門町・浅井村・櫛田村・金山村（現・射水市） |
| 氷見郡 （3村）      | 仏生寺村・久目村・速川村（現・氷見市） |
| 石川県              | |
| 石川郡 （1村）      | 湯涌谷村（現・金沢市） |
| 河北郡 （3町村）    | 浅川村（現・金沢市）、 七塚村・高松町（現・かほく市） |
| 羽咋郡 （8町村）    | 河合谷村（現・津幡町）、 南大海村（現・かほく市）、 北大海村・末森村・中荘村・北荘村・柏崎村（現・宝達志水町）、 粟ノ保村（現・羽咋市） |

## 発電所一覧
石動電気が運転していた発電所は以下の通り。
| 発電所名     | 種別 | 出力 (kW) | 所在地・河川名                                                | 運転開始      | 備考                              |
| ------------ | ---- | --------- | ------------------------------------------------------------- | ------------- | --------------------------------- |
| 小矢部川第一 | 水力 | 400 →800  | 西礪波郡西太美村（現・南砺市） （河川名：小矢部川）           | 1914年2月     | 1965年7月廃止                     |
| 蓑谷         | 水力 | 104       | 東礪波郡蓑谷村（現・南砺市） （河川名：小矢部川水系池川）     | （1913年6月） | 前所有者：砺波電気 1931年廃止     |
| 宮島         | 水力 | 82.5      | 西礪波郡宮島村（現・小矢部市） （河川名：小矢部川水系子撫川） | 1911年8月     | 1939年廃止                        |
| 棚懸         | 水力 | 18        | 氷見郡久目村（現・氷見市） （河川名：上庄川）                 | （1923年）    | 前所有者：氷見水電 1932年10月廃止 |